# お悩み解決バラエティ 北野誠と原武之の 日曜だもの
『お悩み解決バラエティ 北野誠と原武之の 日曜だもの』（おなやみかいけつバラエティ きたのまこととはらたけゆきの にちようだもの）は、CBCラジオで毎週日曜日に放送されていたラジオ番組。2010年4月11日放送開始、2012年4月1日放送終了。

## 概要
パーソナリティーの北野誠と弁護士の原武之が、日常のお悩みから、大人の悩み、法律的相談、株の悩み、社会に怒れる事など、一挙にお悩みを解決するトーク番組。

## パーソナリティー
- 北野誠
- 原武之
- 加藤由香（アシスタント役）
- 丸山蘭那（元、アシスタント役）

## 放送時間
- 毎週日曜日　20:00～20:30　（2011年4月10日～2012年4月1日）
- 毎週日曜日　22:30～23:00　（2010年4月11日～2011年4月3日）